# (38415) 1999 RU213
1999 RU213 (asteroide 38415) é um asteroide da cintura principal. Possui uma excentricidade de 0.09590630 e uma inclinação de 3.30821º.
Este asteroide foi descoberto no dia 13 de setembro de 1999 por Spacewatch em Kitt Peak.